# Comuna de Łapy
Łapy (polaco: Gmina Łapy) é uma gminy (comuna) na Polónia, na voivodia de Podláquia e no condado de Białystok. A sede do condado é a cidade de Łapy.
De acordo com os censos de 2004, a comuna tem 23 180 habitantes, com uma densidade 181,7 hab/km².

## Área
Estende-se por uma área de 127,57 km², incluindo:
- área agrícola: 61%
- área florestal: 14%

## Demografia
Dados de 30 de Junho 2004:
|                      | Total   | Total | Mulheres | Mulheres | Homens  | Homens |
| -------------------- | ------- | ----- | -------- | -------- | ------- | ------ |
|                      | pessoas | %     | pessoas  | %        | pessoas | %      |
| População            | 23 180  | 100   | 11 857   | 51,2     | 11 323  | 48,8   |
| Densidade (pop./km²) | 181,7   | 100   | 92,9     | 92,9     | 88,8    | 88,8   |

De acordo com dados de 2002, o rendimento médio per capita ascendia a 1306,23 zł.

## Subdivisões
- Bokiny, Daniłowo Duże, Daniłowo Małe, Gąsówka-Oleksin, Gąsówka-Osse, Gąsówka-Skwarki, Gąsówka-Somachy, Łapy-Dębowina, Łapy-Kołpaki, Łapy-Korczaki, Łapy-Łynki, Łapy-Pluśniaki, Łapy-Szołajdy, Nowa Łupianka, Płonka Kościelna, Płonka-Kozły, Płonka-Matyski, Płonka-Strumianka, Roszki-Włodki, Roszki-Wodźki, Stara Gąsówka, Stara Łupianka, Uhowo, Wólka Waniewska.

## Comunas vizinhas
Powiat Białostocki:
Choroszcz, Poświętne, Suraż, Turośń Kościelna
Powiat wysokomazowiecki:
Sokoły